# Schloss Altkemnitz

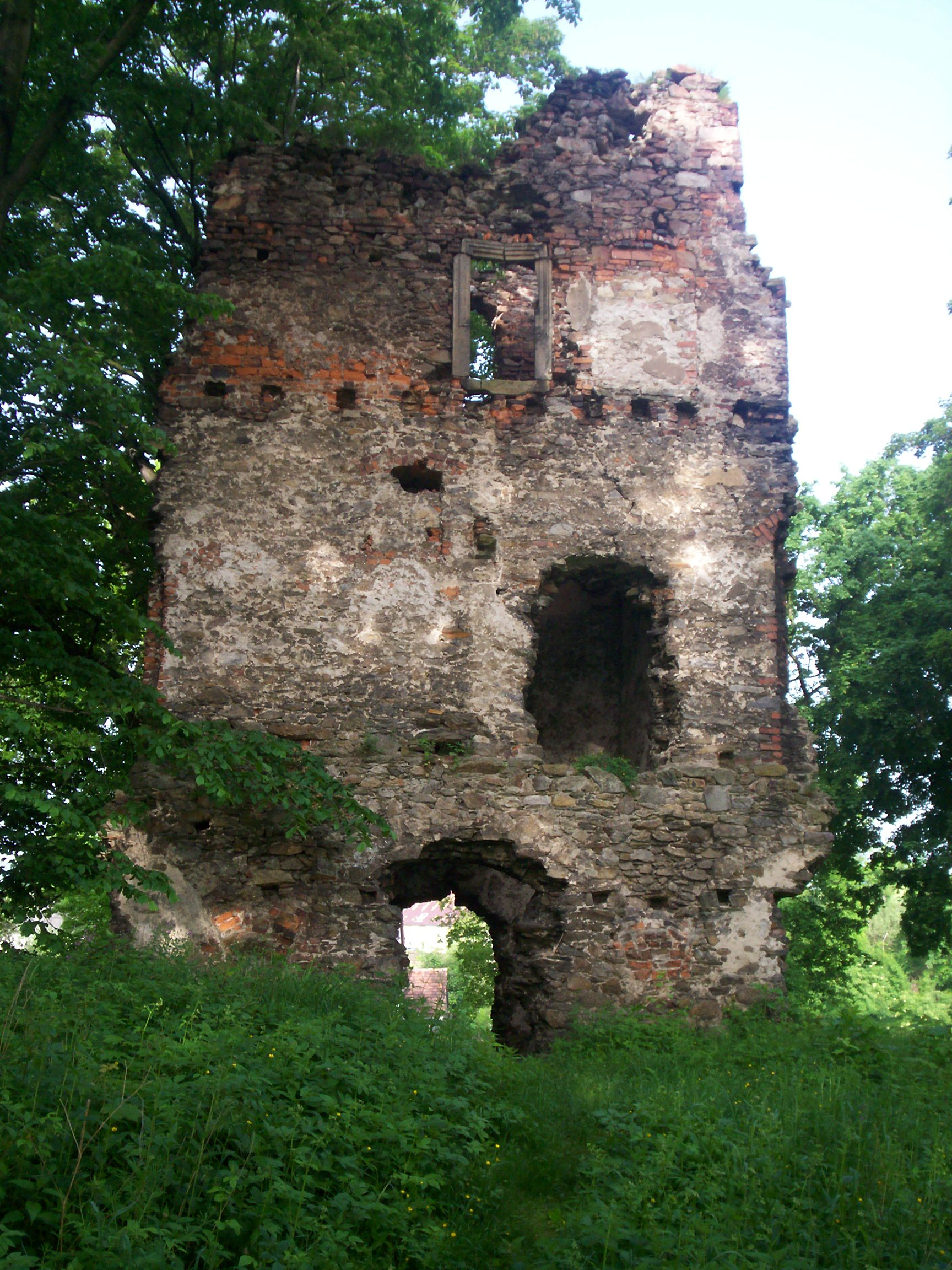
Turmruine des Schlosses

Die Turmruine von Schloss Altkemnitz (polnisch Zamek w Starej Kamienicy), befindet sich in Stara Kamienica (deutsch Altkemnitz, auch Alt Kemnitz) im Powiat Jeleniogórski (Hirschberg), in der Woiwodschaft Niederschlesien in Polen.

## Geschichte
Der Ort Altkemnitz war ein alter Stammsitz der von Schaffgotsch, die vermutlich schon 1243 eine Burg am Kemnitzer Bach in Lehensbesitz besaßen. Im als Waldhufendorf gegründeten Ort wurde möglicherweise Sibotho Schoff von Boleslaus II 1243 mit der Wasserburg belehnt. Vermutlich hatte diese Burg einen einfachen Mauerring mit Innennhof und umgebenden Erdwall und Wassergraben. Auf dem Burgplateau stand wohl ein Festes Haus, das 1371 unter Gotsche II Schoff Familiensitz wurde. 
1562 ließ Caspar II Herr auf Kremnitz und Trachenberg die Anlage zu einem befestigten Schloss im Stil der Renaissance ausbauen. Zu dieser Zeit entstanden mehrere Nebengebäude des Wirtschaftshofes, die in den 1930er Jahren abgebrochen wurden. Nach einem Brand wurde das Schloss 1616 wiedererrichtet. 1619 erbte Hans Ulrich II die Herrschaft Kemnitz. Eine Erinnerungstafel an dessen Vetter Bernhard IV findet sich im Kirchhof der Propsteikirche von Warmbrunn. Als Mitverschwörer Wallensteins wurde Hans Ulrich 1635 hingerichtet, und der Besitz an die Pálffy, dann 1670 an den mährischen Grafen Ziertoin. Möglicherweise ließ dieser den barocken Garten mit sternförmigen Obstbaumalleen anlegen wie auf einer Zeichnung von Friedrich Bernhard Werner überliefert. Das Gelände war von einer hohen Mauer umgeben, von dem sich der nördliche Teil und das 1705 errichtete Herkuslestor erhalten hat. Dann folgte 1756 Schleierherr George Friedrich Smith. 1758 brannte das Schloss und wird nicht wiederaufgebaut. Ab 1758 diente das vormalige Kavaliershaus als Wohnsitz.
Nach Vertreibung der Deutschen wurde das Herrenhaus als sowjetische Kommandantur genutzt. Das Schloss brannte 1953 nieder, viele renaissancezeitliche Gebäude wurden aber von einer landwirtschaftlichen Produktionsgenossenschaft weiter genutzt. Nach 2000 wurden alle Gebäude bis auf die Turmruine abgerissen. Die Anlage wird derzeit von der Fundacja "Zamek Chudów" saniert.

### Rittergut
Der alte Grundbesitz Altkemnitz hat formell auch nach 1758 weiter bestanden. Das Rittergut war nachweislich zuletzt in der Hand einer jüngeren Adelsfamilie. Altkemnitz gehörte schon vor 1835 der 1792 nobilitierten Familie Breßler, der späteren Grafenfamilie von Breßler. Das Adelsgeschlecht übte früh vor Ort auch seine Funktion als Kirchenpatron respektive als Kollator aus. Altkemnitz war teilweise eine Nebengut, Hauptsitz war das Gut Lauske in Sachsen, bei Löbau. Graf Hans von Breßler war aktiver Freimaurer. Ein weiterer Vertreter war Karl Gottlieb Wilhelm Graf Breßler, in Altkemnitz 1836 geboren, kgl. sächs. Kammerherr, 1894 auf seinem anderen Gut Lauske in Sachsen verstorben. Es folgte Sohn aus erster Ehe mit Sidonie von Dolega-Kozierowska, Hans-Gregor Graf von Bressler. Der erbte auch Lauske bei Löbau in Sachsen, bis etwa 1932. Dann wurde Schloss Altkemnitz zum Hauptwohnsitz. Das Rittergut hatte 1937 eine Größe von 257 ha, davon waren 9 h verpachtet. Der Gutsbetrieb nannte sich Majoratsherrschaft Altkemnitz. An der Spitze standen der Güterdirektor Usinger und der Rentmeister Kamm, unterstützt von Inspektoren und Assistenten. Zur Herrschaft gehörten des Weiteren das Rittergut Reibnitz, Flächen und Rustikalgrundstücke in der Umgegend. Die Grafenfamilie, die Söhne und Brüder hatten alle in Bonn studiert, oder waren bereits früh verstorben, ist nach neuesten genealogischen Erkenntnissen vor 1961 in der männlichen Linie erloschen.

## Bauzustand
von der Dorfstra0e betritt man das von Bruchsteinmauern eingefasste Burgareal. Wenige Reste der 2007 abgebrochenen Wirtschaftsbauten sind zu erkennen. Der Schlossruine vorgelagert ist ein Stall, dessen Mauerwerk aus teils aus der Reenaissacne stammt. Dahinter befindet sich eine vierjochige Bruchsteinbrücke, danach führte eine hölzerne Zugbrücke zum Schlossplateau, von dem sich Gewölbekeller erhalten haben. Die westliche Turmruine ist mittlerweile mit neuem Walmdach gedeckt. Hier finde sich noch Fenstergewände und Schlüsselscharten und Fragmente der Stuckkierungen, die wohl alle auf den Umbau von 1562 zurückgehen. Südöstliche befindet sich das Herkulestor mit Wappenschilden der Zierotin links und den Freiheren von Lilgenau rechts. Der angrenzende Park wurde schon zu Beginn des 20. Jahrhunderts mit Wohnhäusern überbaut.